# История Ленинградской области
История Ленинградской области — события на территории современной Ленинградской области с момента начала расселения там людей и до сегодняшнего дня.

## Каменный век
Древнейшие следы пребывания человека на территории Ленинградской области относятся к эпохе мезолита. На севере Карельского перешейка обнаружены рыболовные артефакты кундской культуры (Антреа-Корпилахти возле города Каменногорск). Следы мезолитических охотников обнаружены и на востоке области (Лиственка). Они использовали лук и стрелы, а также гарпун и рыболовные сети. Кундская культура мезолитических охотников просуществовала на территории Ленинградской области с IX по V тыс. до н. э. В эту пору Невы ещё не существовало, а значительные части Карельского перешейка были затоплены Литориновым морем. Именно эти люди стали первыми жителями Лапландии. Они не были ни финнами, ни саамами. Они пользовались древними, позже совершенно бесследно исчезнувшими языками.
Неолитические стоянки со следами примитивных каменных орудий обнаружены на южном побережье Ладоги. Неолит Ленинградской области характеризуется присутствием янтарных украшений и керамики ямочно-гребенчатого типа. Создателями этих артефактов считают предков саамов, следы которых сохранились в древнейшей топонимике края. Нева появилась примерно во II тыс. до н. э.. На западе Ленинградской области обнаружены следы неолита нарвской культуры.
Бронзовый век представлен культурой сетчатой керамики.
К середине 1-го тысячелетия н. э. здесь уже существовали оседлые финно-угорские племена, занимавшиеся земледелием, скотоводством, охотой и рыболовством. Их прямыми потомками является древнейшее население Ленинградской области — водь (чудь — отсюда Чудское озеро) и вепсы. Вплоть до конца Средневековья на Карельском перешейке обитали саамы, которых постепенно, начиная с варяжского времени, начали ассимилировать карелы.
На рубеже VI—VII веков на месте бывшего устья Волхова на возвышенности правого берега появляется и функционирует древо-земляное укрепление финно-угорских племён. Укрепление представляло собой деревянный острог, укреплённый тыном на валу. Культурный слой, соответствующий этому укреплению, c большим количеством рыбьих костей, лепной керамикой, костяными орудиями, находками неволинских поясов и очагами типичен для поселений раннего железного века, изученных в районе Ладоги.

## Приход славян
В VI веке на территории Ленинградской области появляются новые переселенцы. По берегам рек Луга и Волхов расселяются славяне. Присутствие славян-кривичей на территории Ленинградской области с VI века фиксируется курганным характером погребений (вдоль рек Луга и Оредеж), который сохраняется вплоть до XIV века. Говорить о завязке славянской поселенческой жизни в Нижнем Поволховье можно с VI века и даже более раннего времени. Зачаточное славянское поселение могло возникнуть на земляном городище Старой Ладоги около 700 года или даже ранее. Из-за моря в 750-х годах приплывают скандинавы. Местом их встречи становится Старая Ладога, как колониальное скандинавское поселение, но в 760-х годах (II ярус) жизнь колонии обрывается. Поселение занимают славяне — выходцы из более южных районов Восточной Европы: Днепровского Левобережья или Поднестровья, Подунавья, верховьев Днепра, Западной Двины или Волги (аналогичной пражской, пеньковской или колочинской культурам) и застроено домами срубной конструкции. К первым славянским поселениям на территории Ленинградской области также относятся Любшанская крепость (Волховский район, VIII век) и Городец под Лугой (Лужский район, IX век). Симбиоз вепского, славянского и варяжского населения приводит к формированию русской народности. В западных источниках территория между Чудским и Ладожским озёрами известна, как Гардарики. Отчасти это связано с открытием волжского пути из варяг в греки и хазары.

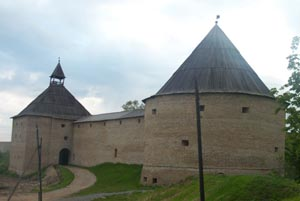
Старая Ладога — древнейшее русское поселение в области

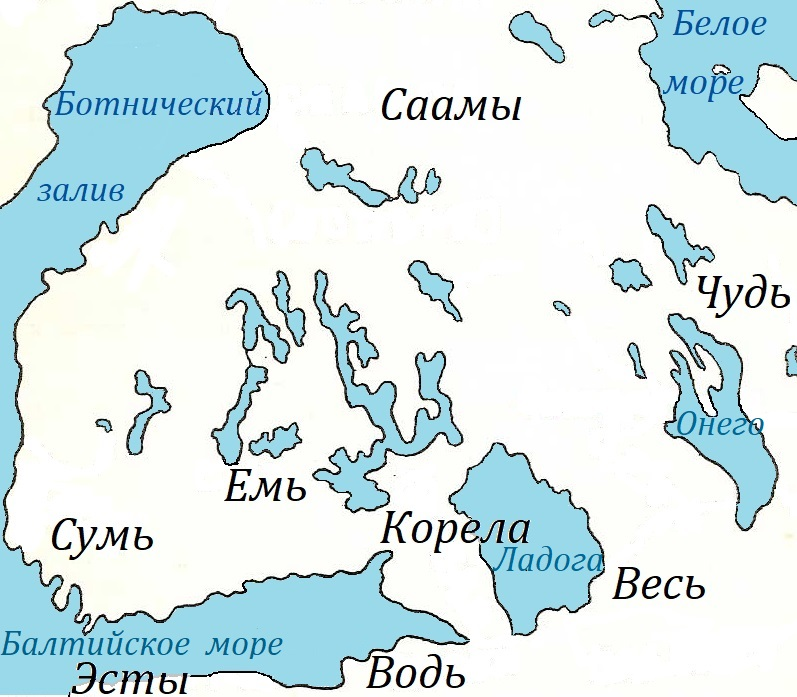
Племя Корела в X веке

Центром Юго-Восточного Приладожья в IX — начале X века было, по-видимому, укреплённое Сясьское городище у деревни Городище и бывшей деревни Бесовы Харчевни (Красная Заря) на реке Сясь. Городище на Сясе было уничтожено пожаром до появления гончарной керамики, то есть до второй четверти X века. Близ слияния рек Паша и Сязнига зафиксировано формирование курганной культуры Юго-Восточного Приладожья (курган у деревни Усть-Рыбежно на реке Паше с захоронением воина с мечом и другим богатым вооружением, курганы в между деревнями Сязнига и Вихмесь на реке Паше и по реке Сязниге. Юго-Восточное Приладожье не знает железных гривен с подвесками. Это с очевидностью демонстрирует, что этот регион не был зоной скандинавской колонизации. Скорлупообразные фибулы в женских погребениях было принято считать этнографическим маркером, однако, финно-угорские женщины, носившие юбку, а не сарафан, могли воспринять скандинавскую моду на фибулы. Анне Стальсберг считает, что набор древних фибул может служить скандинавским этноопределяющим признаком в славянской, но не в финно-угорской среде. Лишь набор из трёх фибул может рассматриваться в финно угорской среде как скандинавский этноопределяющий признак. Дротовые шейные гривны, сделанные из дрота — толстого металлического прутка, обычно круглого или треугольного в разрезе, этого типа найдены в Юго-Восточном Приладожье в количестве 15 экземпляров. У деревни Вихмязь на реке Паше найден самый крупный клад (свыше 16 кг) серебряных монет (главным образом германских денариев XI века) в железном котле. В курганах на реке Ояти выявлены такие своеобразные черты, как заворачивание сожжённых (кальцинированных) костей и вещей в бересту, покрывание умершего берестой и посыпание сверху кальцинированными костями, присутствие специфических вещей как западноевропейского происхождения, так и местного производства. Приладожская курганная культура, объединившая прибалтийско-финские и скандинавские элементы, по предположению Д. А. Мачинского связана с известными по «Русской Правде» «колбягами» и кюльфингами скандинавских источников. Мужские захоронения иногда сопровождались погребениями коней и отсечённых человеческих голов. Сначала было кремирование, в XI веке появляется обряд трупоположения. Антропологический тип населения из приладожских курганов был отличен от германского. Население Приладожья, судя по антропологическим данным, относится к славянам и финнам.
По мнению археолога В. И. Равдоникаса один из вариантов Волжско-Балтийского пути (из варяг в арабы) проходил по реке Сяси, Воложбе, волока до реки Чагоды, принадлежащей к волжскому бассейну, Чагодоще, Мологе и Волге до города Булгар.
Примерно с 850 года (или с начала X века) по 950 год в урочище Плакун функционировало небольшое обособленное кладбище (13 курганов на 1940 год) норманнских пришельцев с нехарактерном для скандинавов бедным погребальным обрядом.
На левом берегу реки Волхов у деревни Городище Пчевского с/с на невысоком мысу находилось городище «Городище» — один из летописных «градов» новгородских словен, на окраине города Волхов находится городище Новые Дубовики.
Близ деревни Пиллово на оконечности одного из юго-западных отрогов Ижорского плато находится мысовое городище Втырка (Пиллово-2) последней четверти 1-го тысячелетия, имеющее наиболее полные аналогии на эстонских городищах эпохи викингов, в особенности на территории Северной Эстонии (Иру, Пада 2).
На пряслице с одного из селищ в урочище Боровское Купалище на Череменецком озере был обнаружен знак (двузубец) Святослава Игоревича. Также там находятся древнерусские могильники Рапти-Наволок II и Рапти-Наволок III XI века, селища Рапти-Наволок VI, Рапти-Наволок VII, Рапти-Наволок VIII. Из раскопанных в 1996 году 13 насыпей могильника Рапти-Наволок II одна принадлежала к культуре псковских длинных курганов, для которой более северным местонахождением является лишь могильник КДК на Орлинском озере в Гатчинском районе. В могильнике Рапти-Наволок III к культуре длинных курганов относится половина насыпей.

## Новгородский период
По мере продвижения центра Древнерусского государства на юг — в Новгород и Киев, территория современной Ленинградской области превращается в новгородскую периферию, получившую название Водская пятина. В XII веке Новгород приобрёл политическую самостоятельность, и земли по берегам Финского залива, Луги, Невы, Ладоги, Волхова вошли в состав в Новгородской республики. В административном отношении Новгородское государство делилось на «сотни». В 1116 году новгородцы строят на Волхове Староладожскую крепость.

Территория современной Ленинградской области в начале XIII века

В XIII—XIV веках эти земли стали ареной соперничества новгородцев, ливонцев и шведов. В 1240 году состоялась знаменитая Невская битва, в которой русские войска под командованием князя Александра Ярославича разгромили шведский десант в устье Ижоры. Хроника Эрика повествует, что в 1293 году Кнутссон основал в земле карел Выборг, а в 1295 году шведский отряд захватил карельский Кексгольм, но был разгромлен подоспевшим русским войском. В 1300 году Кнутссон основал Ландскрону (ныне Петербург), а крупный отряд шведов вышел через Неву в Ладогу, но попав в шторм, пристал к карельскому берегу, подвергнув опустошению карельские села. При отходе шведов из Ланскроны, корабли попали в штиль на Финском заливе и отряд Матса Кеттильмундссона разорил прибрежные деревни ижорцев (inger) и вожан (watland).
Для защиты своих рубежей новгородцы создают крепости Копорье (1237), Орешек (1323), Ям (1384), Корелу, Тиверский городок. Известным новгородским наместником этих земель был Патрикей. Шведы строят Выборг (1293) и Ландскрону (1300, в 1301 году взята русскими войсками и полностью разрушена).
По реке Паше собиралась дань в княжескую казну (в отличие от большинства остальных территорий Новгородской земли). В этом качестве река упоминается в княжеских уставах и в берестяной грамоте № 279, найденной в Новгороде на Неревском раскопе и датируемой 1360—1380 годами.

## Позднее Средневековье
В январе 1478 года Новгородская республика прекратила своё существование в связи с её захватом Великим князем Московским Иваном ΙΙΙ. После присоединения Новгородского государства к Великому княжеству Московскому большая часть Новгородской земли была разделена на пятины, границы между которыми проходили в основном по рекам. Пятины, в свою очередь, делились на половины. В конце XV — начале XVI в. Новгородская земля описывается московскими писцами, отправлявшимися для этого в специальные экспедиции. Итогом этих экспедиций явились «Писцовые книги», ценный источник информации по истории и географии Северо-Запада в целом и территории нынешней Ленинградской области в частности. Годом основания очень многих населённых пунктов Ленинградской области считается год их упоминания в Писцовых книгах.
В 1582 году на территорию Водской пятины Новгородской земли вторгается шведская армия Делагарди и, заняв Ивангород и Копорье, осаждает Орешек. В результате этого похода заключается Плюсское перемирие, которое закрепляет власть Швеции над западом территории нынешней Ленинградской области. В результате новой войны рати Бориса Годунова смогли восстановить контроль над утраченными землями (Тявзинский мирный договор 1595 года).

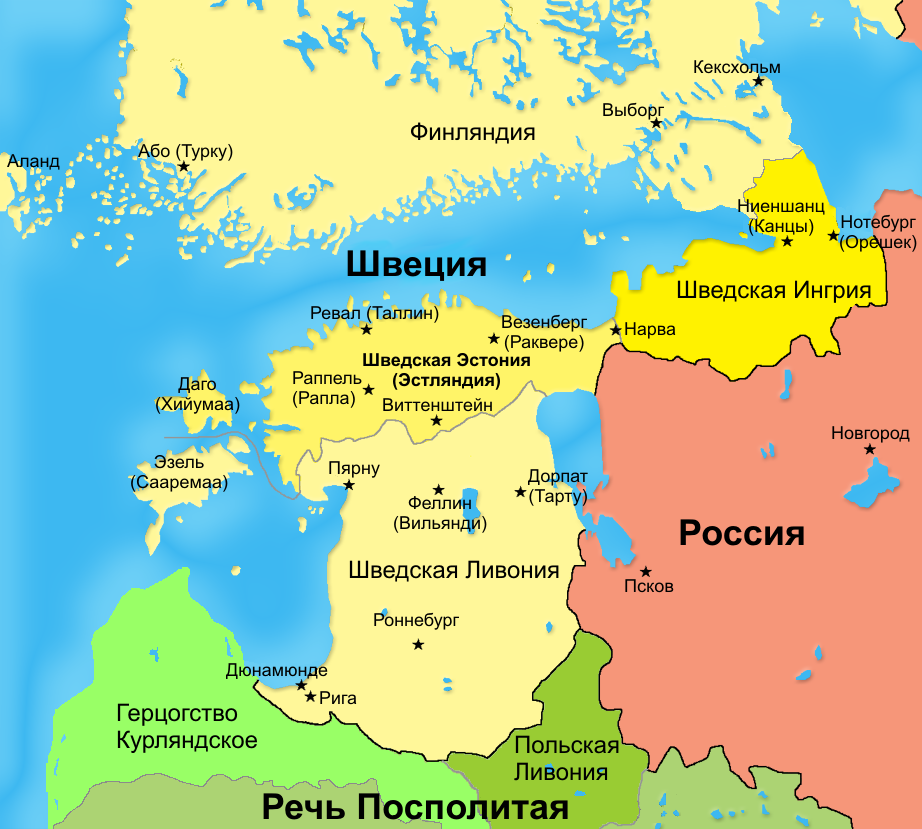
Шведская Ингрия (жёлтый цвет)

В 1609 году московский царь Василий Шуйский передал крепость Корела (совр. г. Приозерск) с уездом шведам в качестве оплаты за военную помощь против польских интервентов (Выборгский трактат), однако шведы, пользуясь Смутой, оккупировали всё русское побережье Финского залива и захватили Новгород. Вскоре Шуйский был свергнут, а новое правительство не признало шведской юрисдикции над берегами Невы. Грянула очередная русско-шведская война, которая закрепила право шведов на запад территории нынешней Ленинградской области (Столбовский мир). Попытка России в 1656—1658 годах вооружённым путём вернуть утраченную территорию не увенчалась успехом. В связи с религиозными притеснениями со стороны шведской администрации, православное население Ингерманландии массово бежало в пределы Русского царства, и на пустеющую территорию шведы переселяли эвремейсов из северо-западной части Карельского перешейка и савакотов из восточной области Великого герцогства Финляндского, области Саво, чем способствовали распространению лютеранства.

## Новое время

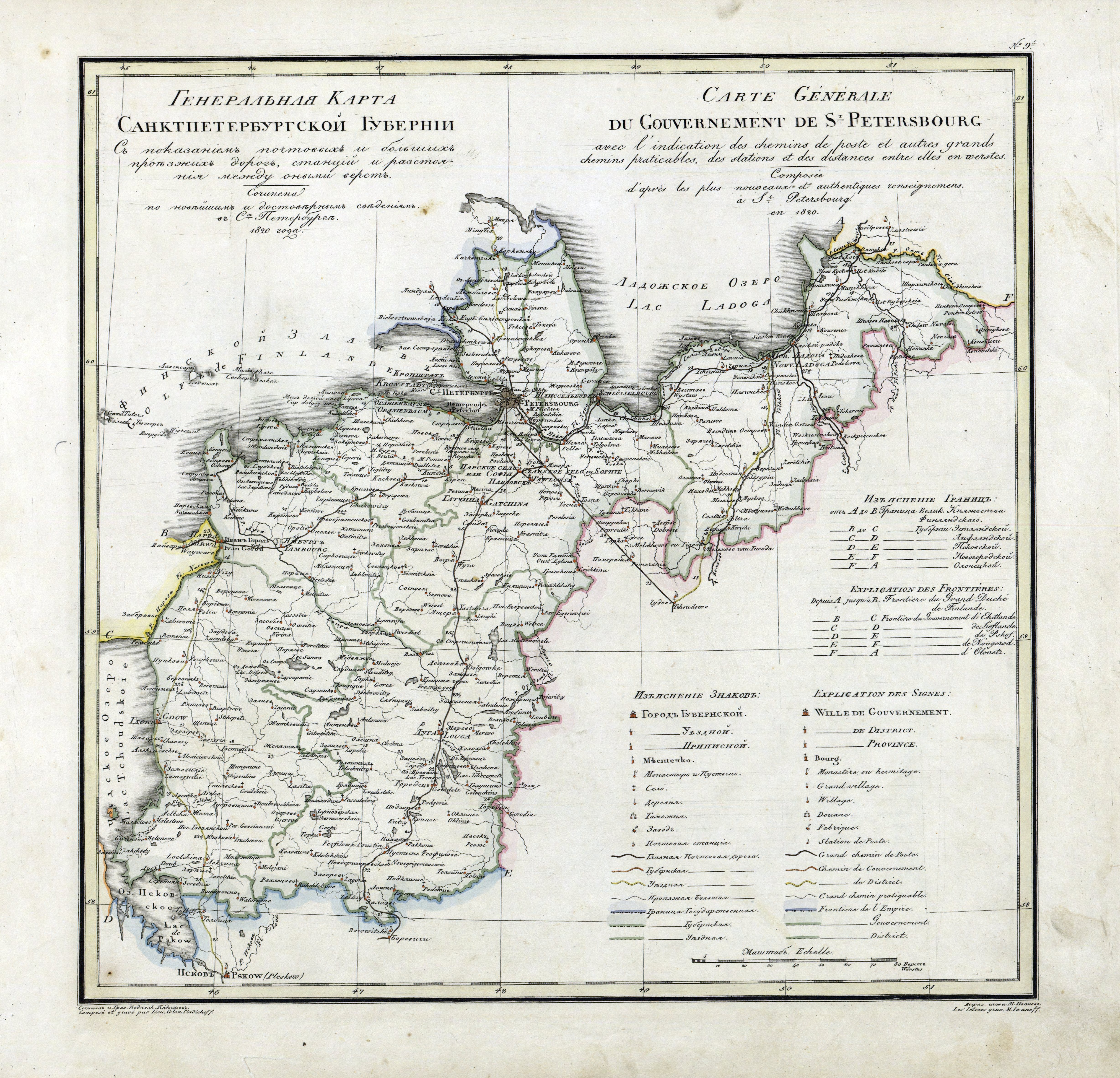
Генеральная карта Санкт-Петербургской губернии, 1820

В начале XVIII века в результате Северной войны Ингерманландия вновь была присоединена к России, здесь была построена новая столица страны — Санкт-Петербург. В 1708 году была образована Ингерманландская губерния. В 1710 году она была переименована в Санкт-Петербургскую. В 1718 году в её состав входили Петербургская, Выборгская, Нарвская (включая Дерпт), Великолуцкая, Новгородская, Псковская, Тверская, Ярославская, Углицкая, Пошехонская и Белозерская провинции, часть из которых позднее были выделены в самостоятельные административные единицы Империи или переданы соседним (Выборг, Дерпт). К 1780 году в составе Санкт-Петербургской губернии находятся Санкт-Петербургский, Шлиссельбургский, Софийский, Рождественский, Ораниенбаумский, Ямбургский и Нарвский дистрикты (уезды), дополненные в 1785 Гдовским, Лужским и Новоладожским уездами. По инициативе Павла I Нарва была временно выведена из состава губернии (1797-1802). В 1864 году Сестрорецк, где располагались военные заводы, был передан из Выборгской губернии в Санкт-Петербургскую.
После перенесения столицы России в Санкт-Петербург в его окрестностях появляются императорские загородные резиденции: Петергоф, Царское Село, Ораниенбаум. Санкт-Петербург становится основной морской торговой гаванью страны. В столице и окрестностях появляются многочисленные промышленные предприятия, активно строится водная, дорожная и железнодорожная инфраструктура, связывающая северо-западный регион с южными и центральными областями России. С основания Санкт-Петербурга и до начала Первой мировой войны население губернии растёт, в том числе за счёт переселения государственных и безземельных крестьян из внутренних областей Империи и из Прибалтийского края в 16 веке.

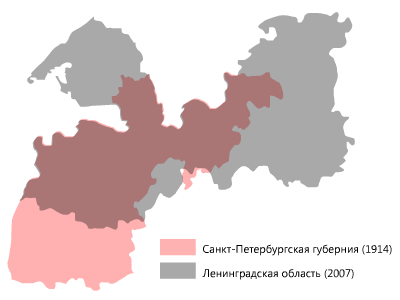
Сравнение территорий Санкт-Петербургской губернии (1914) и нынешней Ленинградской области

## Новейшее время
После Октябрьской революции 1917 года в Петроградской губернии начали создаваться новые органы власти — Советы рабочих, крестьянских и красноармейских депутатов.
В 1919 году с территории Эстонии на территорию Петроградской губернии вторглась Белая Северо-Западная армия. 17 мая был захвачен Ямбург. К июню белогвардейцы достигли Гатчины и Ропши. Однако Красная Армия перешла в контратаку и отбросила их на исходные позиции. Осенью белогвардейцы повторили поход, ими командовал генерал Юденич, закончившийся контрнаступлением РККА, разгромом и разоружением армии Юденича. Личный состав армии Юденича был интернирован в Эстонии, которая заключила мир с Советской Россией. Тартуский мир предусматривал передачу Эстонии восточного Принаровья, оккупированного эстонской армией на момент его подписания. В 1919—1920 РККА также вела боевые действия против самопровозглашённой Республики Кирьясало (Республика Северная Ингрия) на Карельском перешейке, в приграничной с Финляндией полосе, в результате которых губернская граница осталась неизменной.
В 1926 году на северо-западе РСФСР была образована Северо-Западная область. Административно-территориальное устройство Северо-Западной области было утверждено решением Северо-Западного ЭКОСО от 7 мая 1926 года. В состав области входили 5 губерний: Мурманская, Новгородская, Псковская, Ленинградская и Череповецкая.
В 1927—1929 годах в СССР проходила административная реформа (были упразднены губернии), в то время по постановлению ВЦИК и СНК РСФСР от 1 августа 1927 года Северо-Западная область была переименована в Ленинградскую область, был утверждён состав территории постановлениями Президиума ВЦИК «О границах и составе округов Северо-Западного края» от 18 июля 1927 года и «О границах и составе округов Ленинградской области» от 1 августа 1927 года. Площадь территории области составила 360,4 тыс. км², впоследствии она значительно уменьшилась.
В результате Советско-финской войны в состав Ленинградской области вошла территория Карельского перешейка. Оставшееся на советской части перешейка финское население было отселено из приграничных районов, а часть топонимов и гидронимов была заменена на русские.

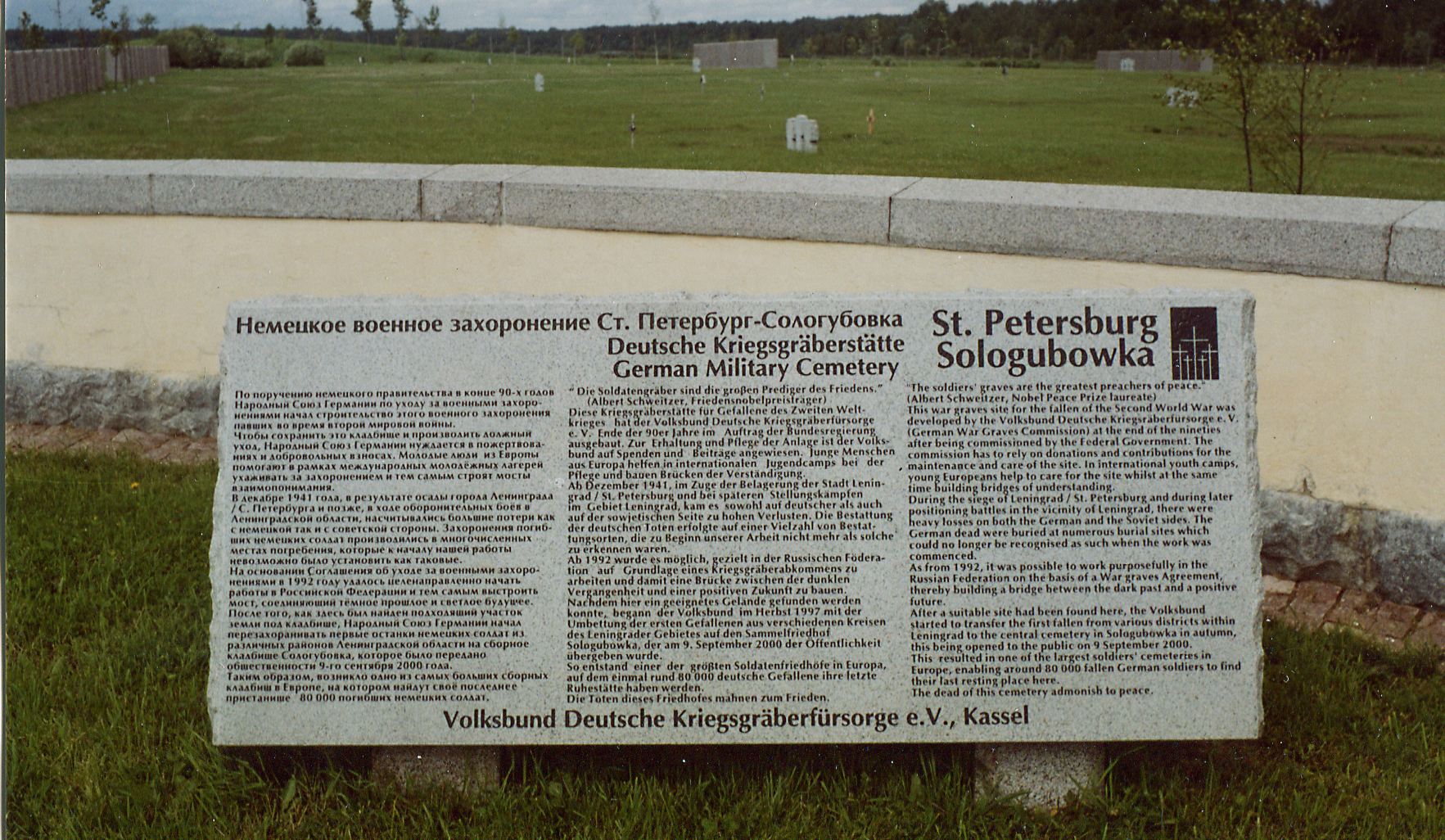
Памятная доска на крупнейшем немецком военном кладбище Второй мировой войны

В годы Великой Отечественной войны большая часть территории Ленинградской области была оккупирована и значительно пострадала. В своей зоне оккупации германские власти с ноября 1943 собирали в лагеря и депортировали в Эстонию и Финляндию оставшееся финское население. Во время блокады Ленинграда через территорию области проходила «Дорога жизни» — единственная магистраль, связывавшая осаждённый город со страной. Большой вклад в победу над врагом внесло партизанское движение: к началу 1944 года на территории области действовали 13 партизанских бригад, в которых состояли 35 тыс. бойцов. На территории области развернулось самое длительное и наиболее кровопролитное в истории Второй мировой войны сражение, связанное с блокадой Ленинграда и его деблокадой. По согласованию с администрацией Ленинградской области и Народным союзом Германии было решено в деревнях Лезье-Сологубовка (район Синявинских высот) превратить кладбище немецких солдат в самое большое в мире военное кладбище. Сейчас на нём захоронено около 22 000 человек.
На основании Указа от 24 ноября 1944 года «О включении в состав Ленинградской области населенных пунктов, расположенных на восточном берегу реки Нарва» из состава ЭССР в состав Ленинградской области РСФСР были переданы территории по восточному берегу реки Нарва. В передаваемую область была включена восточная часть Нарвы, Ивангород. В январе 1945 года население области насчитывало 483 тыс. человек, хотя до войны на этой территории проживали 1258 тыс. человек.
В послевоенный период хозяйство области было восстановлено, появились новые города и посёлки. В 1949 году статус города был присвоен Сланцам, в 1950 — Бокситогорску, в 1953 — Кировску, в 1954 — Пикалёву и Ивангороду, в 1956 — Подпорожью, в 1963 — Тосно и Всеволожску.
В 1973 году введена в эксплуатацию Ленинградская атомная электростанция в Сосновом Бору, который в этом же году получил статус города.
В 1981 году через несколько секунд после взлёта с аэродрома Пушкин разбился авиалайнер Ту-104А, погибли все находившиеся на его борту 50 человек — почти всё командование тихоокеанским флотом.
В 1986 году Ленинградская область пострадала от радиоактивного заражения после аварии на Чернобыльской АЭС. Общая площадь загрязнённых радионуклидами почв в Ленинградской области составила 5711 км². Ряд населённых пунктов Волосовского, Кингисеппского и Лужского районов был отнесён к зонам проживания с льготным социально-экономическим статусом.
С принятием Конституции Российской Федерации в 1993 году Ленинградская область стала субъектом федерации. В 1994 году принят Устав Ленинградской области.
В 2015 году в число населённых пунктов, подвергшихся радиоактивному загрязнению вследствие катастрофы на Чернобыльской АЭС, на территории области были включены 22 населённых пункта Кингисеппского района и 7 населённых пунктов Волосовского района.